# 飛び出した日曜日
「飛び出した日曜日」(とびだしたにちようび)は1953年（昭和28年）4月22日に公開された東宝初の立体映画。製作は東宝。白黒のトービジョン。10分。
特殊な設備が必要なため、日劇、浅草宝塚劇場、大阪劇場、名古屋名宝会館の全国4劇場のみで上映された。

## 概要
東宝は、戦時中の軍協力体制下から立体映画の研究を続け、東宝技術研究所にて「トービジョン」という立体映画システムを完成していた。戦後、その技術はうち捨てられたままだった。ところが、この作品の前年からアメリカでは『ブワナの悪魔（Bwana Devil）』という立体映画が大ブームとなっており、これを聞きつけた東宝では、『ブワナの悪魔』より先に立体映画を公開すべく、再び「トービジョン」システムを活用し、本作と『私は狙われている』を企画・制作したのである。
この立体映画のシステムは、2台の連動キャメラを使ってダブらせた映像を、劇場で配られる赤・青のセロハンをつけた「ポロライザー偏光メガネ」と呼ばれた紙製メガネをかけることによって、あたかも画像が浮き上がって見えるというものである。連動キャメラによる撮影は、円谷英二が行っている。「立体メガネ」は長時間使用すると目が疲れるため、一巻フィルム（約10分）の短編作品となっている。
映画監督の村田武雄は、東宝の製作本部長だった森岩雄から「外国製の立体映画の封切りよりも、一歩先駆けてトービジョンを公開したい。急いで完成して欲しい」と厳命を受けたものの、技術的な部分は円谷英二を信頼する他なく、打ち合わせを数回行った上で脚本をまとめ、撮影の現場で初めてトービジョンの説明を円谷から受けたという。
この東宝の立体映画「トービジョン」は大変客受けがよかった。監督の村田武雄はさらにストーリーを膨らませた面白い映画をと、円谷とアイディアを出しあっていた。ところが東宝重役の森から、「ご苦労様でした。立体映画の先覚者になれて結構でした。これで東宝がアメリカ製より先に日本で立体映画を封切ったと映画史上に残りましたから、これでもういいんです。立体映画を今後二度と製作する意思は毛頭ございません」と穏やかに言われてしまった。村田は「だって次はどうなるんですか？」と聞いたところ、「いえ、二度と作りませんから、ご苦労様でした」と慇懃無礼に断られた。村田は気落ちし、円谷ともどもがっかりしたという。
こうして日本初の立体映画は2本限りとなったが、その後村田と円谷は二人で特撮映画の企画を考え、村田は前年に円谷が考案した「化け物のようなクジラが東京を襲う」という映画のアイディアを森岩雄に再提出している。この企画は実現しなかったが、素案となる形で翌1954年（昭和29年）の『ゴジラ』に発展することとなった。

## あらすじ
とある日曜日、若いカップルの大助と京子は自転車でハイキングに出かける。辿り着いた遊園地で2人は楽しい日々を過ごす。

## キャスト
- 青山京子
- 井上大助

## スタッフ
- 製作：金巻博司
- 音楽：芥川也寸志
- 撮影：安本淳、円谷英二
- 美術監督：北猛夫
- 録音：亀山正二
- 照明：城田正雄
- 脚本、監督：村田武雄

## 同時上映
- 『安五郎出世』
- 『私は狙われている』